# 吉田五郎 (法学者)
吉田 五郎（よしだ ごろう、1911年7月9日 - 1994年3月8日）は、日本の法学者。専門は民法。第8代目八幡大学（現・九州国際大学）学長。

## 経歴

### 出生から終戦まで
1911年、関東州大連生まれ。兵庫県出身の実父は幼少時に漢学を学んだ後に満州に渡った人物で、豪商として財を成していた。旧制大連一中より旧制山口高等学校に入学。1931年（昭和6年）、京都帝国大学法学部に入学。末川博教授の薫陶を受け民法・労働法を学んだ。1933年に京都帝国大学で滝川事件が起こった際には、時の文部大臣鳩山一郎に面会を強要し上京。強烈な抗議文をつきつけた法学部数名の中に吉田五郎の名があった。この抗議文は当時の新聞にも掲載された。1934年、京都帝国大学法学部を卒業。
卒業後は、南満洲鉄道株式会社に入社。1942年、大日本帝国陸軍の要請を受けて満鉄特別派遣調査官として南方方面（インドネシア他）に派遣される。東南アジアにて地域研究調査にあたった。1945年、満州に帰任。満鉄化学工場経理課長となり、後に部長に昇進。

### 戦後
1946年、日本に帰国。1950年、八幡大学法学部助教授に就任。八幡大学の教壇では経済法、法制史、貿易論、中国事情、社会保障法、ドイツ語講座と多岐に亘って講義を行った。1971年、八幡大学法経学部長に就任。1979年には、八幡大学第8代学長に就任。1980年、八幡大学学社会文化研究所所長に就任。1987年、八幡大学を定年退任し、名誉教授となった。1994年に死去。

## 研究内容・業績
- 専門は民法であったがドイツ語等、八幡大学では広く講義を行っていた。
- 前京都帝国大学教授で東京帝国大学教授の春木一郎が京大で講義した「春木ノート羅馬法」の編書を行った[3][4]。

## 著作

### 著書
- 『八幡製鐵労働運動史』上巻・下巻　1965年 1968年
- 『演習 独作文』八幡大学法経学会　1967年

### 編著
- 「春木一郎述「ローマ法講義」ノートー3-」『社研』4(1)、八幡大学社会体制研究所、1952年、167-204頁.
- 「春木一郎述「ローマ法講義」ノートー4-」『社研』4(2)、八幡大学社会体制研究所、1952年、135-168頁.
- 「春木一郎講述「羅馬法講義(訴訟法編)」(明治40年度,京都帝国大学法学部講義の翻刻)『八幡大学社会文化研究所紀要』通号1 1971年、73-122頁.
- 「独逸古典派社会科学の特質」『八幡大学論集』15(2) 1966年、185-198頁.
- 「コペンハーゲン・ベルリン・フランクフルト(外遊日誌抄-3-) 」『八幡大学論集』19(1・2) 1968年、101-120頁.
- 「公害とその法的側面-1-」『八幡大学法律研究所報』 通号 1 1967年、173-183頁.
- 「羅馬法講義」(公法篇)(講述)」『八幡大学法律研究所報』通号 3 1969年、194-262頁.
- ヘルファート・ハインリッヒ著(吉田五郎訳)「1945年以降の日本の憲法的発展」『社研』4(1)、八幡大学社会体制研究所、1952年、205-217頁.

## 参考資料
- 「吉田五郎教授略歴、主要業績」『八幡大学論集』23(1-3)、八幡大学法経学会、1972年、381-382頁.